# Міклош Мольнар
Міклош Мольнар (дан. Miklos Molnar, нар. 10 квітня 1970, Копенгаген) — данський футболіст угорського походження, що грав на позиції нападника.
Виступав, зокрема, за клуб «Севілья», а також національну збірну Данії. Учасник чемпіонату світу 1998 року, чемпіонату Європи 2000 року, а також літніх Олімпійських ігор у Барселоні.

## Клубна кар'єра
Мольнар народився в Копенгагені й почав кар'єру в молодіжних клубах «Болдклуббен 1908» і «Фремад». У 1987 році він виступав за клуб другого дивізіону «Відовре», а після цього за напівпрофесійний клуб «Фрем». Він став кращим бомбардиром першого дивізіону з 14 м'ячами. Молодим нападником зацікавилися багато клубів, зокрема англійське «Челсі», французький «Ліон», бельгійський «Стандард» і місцевий «Орхус».
У січні 1990 року Мольнар перейшов в «Стандард» з Льєжа. У своєму першому сезоні він забив 11 м'ячів у 26 матчах і отримав виклик у національну збірну. Після зміни тренера Міклош був відданий в оренду в швейцарський «Серветт». У Швейцарії він став найкращим бомбардиром Суперліги забивши 18 м'ячів у 34 матчах.
Влітку 1992 року Міклош перейшов у французький «Сент-Етьєн» за 6 млн. франків. Він не потрапив в ігрову схему тренера нової команди, тож невдовзі покинув клуб. У січні 1994 року Мольнар розірвав контракт з «Сент-Етьєном» і повернувся в Данію, де підписав контракт з «Люнгбю». Він забив 6 голів в 18 матчах, але після сварки з тренером команди покинув клуб і перейшов у німецький «Франкфурт». Команда боролася за виживання у Другій Бундеслізі, та попри зусилля Мольнара вилетіла в регіональну лігу за підсумками сезону. Після відходу з «Франкфурт» Міклош успішно виступав на батьківщині за «Люнгбю» та «Херфельге». В сезоні 1997 року він став найкращим бомбардиром чемпіонату Данії.
Після успішного сезону Мольнар підписав контракт з іспанською «Севільєю», яка виступала у Сегунді. У своєму першому сезоні він забив 10 м'ячів в 26 зустрічах і отримав запрошення в національну команду на участь у Чемпіонаті світу 1998 року. У другому сезоні Міклош не показав впевненої гри і покинув команду після закінчення сезону. 
Під час відпустки Мольнар відвідав свого американського товариша Кріса Гендерсона, який умовив Міклоша виступати в MLS. У 2000 році він уклав контракт із «Канзас-Сіті Візардс». У тому ж році він виграв Кубок MLS. Після закінчення сезону Мольнар вирішив завершити кар'єру. 
2 жовтня 2011 року він отримав можливість зіграти 20 хвилин за клуб свого дитинства «Болдклуббен 1908» у другому дивізіоні.

## Виступи за збірні
Протягом 1989—1992 років залучався до складу молодіжної збірної Данії. На молодіжному рівні зіграв у 21 офіційному матчі, забив 8 голів.
У вересні 1990 року дебютував в офіційних іграх у складі національної збірної Данії в матчі проти збірної Нідерландів. У 1992 році Міклош взяв участь у літніх Олімпійських іграх у Барселоні. 8 червня 1997 року в матчі відбіркового раунду до  чемпіонату світу 1998 року проти збірної Боснії і Герцеговини Мольнар забив свій перший гол за збірну. 
У 1998 році він потрапив в заявку на участь у чемпіонаті світу у Франції. Мольнар зіграв у одному матчі проти збірної ПАР.
У 2000 році Мольнар взяв участь у чемпіонаті Європи у Бельгії та Нідерландах. На турнірі він зіграв у матчі проти збірної Чехії.
Всього протягом кар'єри у національній команді, яка тривала 11 років, провів у формі головної команди країни 18 матчів, забивши 2 голи.

### Голи за збірну Данії
| #   | Дата            | Місце             | Суперник             | Рахунок | Результат | Змагання                |
| --- | --------------- | ----------------- | -------------------- | ------- | --------- | ----------------------- |
| 01. | 8 червня 1997   | Копенгаген, Данія | Боснія і Герцеговина | 2:0     | 2:0       | Кваліфікація до ЧС-1998 |
| 02. | 10 вересня 1997 | Копенгаген, Данія | Хорватія             | 3:1     | 3:1       | Кваліфікація до ЧС-1998 |

## Титули і досягнення
- Найкращий молодий гравець Данії: 1991
- Найкращий бомбардир швейцарської Суперліги: 1992 (18 голів)
- Найкращий бомбардир Чемпіонату Данії: 1989 (14 голів), 1997 (26 голів)
- Володар Кубка МЛС: 2000